# Bessarabische Duitsers
Bessarabische Duitsers  (Duits: Bessarabiendeutsche, Roemeens: Germani basarabeni, Oekraïens: Бессарабські німці) waren een etnische groep Duitsers die in Bessarabië woonden, het huidige Moldavië en het zuidwesten van Oekraïne, de zogenaamde Boedzjak, tussen 1814 en 1940.
Van 1814 tot 1842 immigreerden ongeveer 9.000 Duitsers uit Baden, Württemberg, Beieren en Pruisische gedeelten van het huidige Polen en uit de Elzas naar het Vorstendom Moldavië. Het gebied was eerst onderdeel van Nieuw-Rusland en werd later het Gouvernement Bessarabië, dat onderdeel was van het Keizerrijk Rusland. 
Door het Heim ins Reich-principe van Adolf Hitler waarbij bepaald werd dat alle Duitstaligen in Duitsland moesten leven kwam er een einde aan de 125-jarige geschiedenis van de Bessarabische Duitsers. In 1940 waren er ongeveer 93.000, ongeveer 3% van de bevolking. Zij verhuisden veelal naar Polen, dat door Duitsland opgeslokt werd. Na de Tweede Wereldoorlog moesten zij opnieuw verhuizen omdat Polen geen Duitstaligen meer wilde.

## Geschiedenis
Het oostelijke deel van het Vorstendom Moldavië werd door de troepen van tsaar Alexander I veroverd op het Ottomaanse Rijk tussen 1806 en 1812. In het zuiden van de regio woonden vele nomadische Tataren die verbannen werden of vrijwillig het land verlieten. Hierdoor waren grote gebieden onbewoond. Rusland verzocht buitenlandse boeren om aan landbouw te komen doen in het gebied, omdat hun eigen landbouwers veelal lijfeigenen waren. 
Er werden 24 dorpjes gesticht, de zogenaamde moederkolonies. De oudste droegen plaatsnamen van plaatsen waar veldslagen tegen Napoleon plaatsgevonden hadden, zoals Borodino, Leipzig, Paris en Teplitz. Later verzonnen ze zelf plaatsnamen zoals Gnadental, Hoffnungstal, Friedenstal, Dennewitz.

## Bekende Bessarabische Duitsers
- Horst Köhler (1943-2025), president van Duitsland